# Kiotina decorata
Kiotina decorata är en bäcksländeart som först beskrevs av Peter Zwick 1973.  Kiotina decorata ingår i släktet Kiotina och familjen jättebäcksländor. Inga underarter finns listade i Catalogue of Life.